# Lapeyrère (Alto Garona)
Lapeyrère (em occitano:  La Peirèra) é uma comuna francesa na região administrativa da Occitânia, no departamento do Alto Garona. Estende-se por uma área de 6.3 km², com 66 habitantes, segundo o censo de 2018, com uma densidade de 10 hab/km².